# Ермис (1875 – 1882)
Вижте пояснителната страница за други личности с името Ермис.
„Ермис“ (на гръцки: Ερμής, в превод Хермес) е гръцки вестник, издаван в Солун от 1875 до 1882 година.
Вестникът е първият гръцки вестник в града. Издаван е от гръцкия издател от влашки прозход Софоклис Гарполас. Излиза два пъти в седмицата. Наследен е от „Фарос тис Македонияс“.
Спира в началото на 1881 година.